# Jerahmeel
Segons l'Antic Testament, Jerahmeel pertanyia a la tribu de Judà. Era el fill primogènit d'Hesron, net de Peres i besnet del patriarca Judà.
Jerahmeel va néixer durant el període a Egipte dels fills d'Israel. Al Llibre de les Cròniques de la Bíblia es citen els seus descendents. Jerahmeel es va casar dues vegades:
1) De la primera esposa van néixer:
- Ram, el primogènit. Va ser pare de:
  - Maas
  - Jamín
  - Équer
- Bunà
- Oren
- Óssem
- Ahià

2) La segona esposa de Jerahmeel es deia Atarà, amb qui va tenir un fill:
- Onam, pare de:
  - Xammai, pare de:
    - Abixur, qui es casà amb Abihail i engendrà:
      - Ahban
      - Molid

  - Jadà, pare de:
    - Jèter, que va morir sense fills
    - Jonatan, que tindria dos fills:
      - Pèlet
      - Zazà

    - Nadab, que va ser pare de:
      - Sèled, que va morir sense fills
      - Apaim, que va tenir un fill:
        - Ixí, pare de:
          - Xeixan, pare de:
            - Ahlai, la filla que van casar amb un esclau egipci de Xeixan anomenat Jarhà, ja que el pare de la noia no tenia fills mascles i volia que els seus descendents fossin el més purs possibles. Ahlai va engendrar un nen:
              - Atai, pare de:
                - Natan, pare de:
                  - Zabad, pare de:
                    - Eflal, pare de:
                      - Obed, pare de:
                        - Jehú, pare de:
                          - Azarià, pare de:
                            - Heles, pare de:
                              - Elassà, pare de: 
                                - Sismai, pare de:
                                  - Xal·lum, pare de:
                                    - Jecamià, que va ser pare de:
                                      - Elixamà.